# Escallonia chlorophylla
Escallonia chlorophylla är en tvåhjärtbladig växtart som beskrevs av Adelbert von Chamisso och Schltdl. Escallonia chlorophylla ingår i släktet Escallonia och familjen Escalloniaceae. Inga underarter finns listade i Catalogue of Life.